# Buttress Hill
Buttress Hill är en kulle i Antarktis. Den ligger i Västantarktis. Argentina, Chile och Storbritannien gör anspråk på området. Toppen på Buttress Hill är 690 meter över havet.
Terrängen runt Buttress Hill är kuperad. En vik av havet är nära Buttress Hill västerut. Trakten är glest befolkad. Närmaste befolkade plats är Esperanza Base, 17,3 kilometer norr om Buttress Hill. 